# Tsutomu Hanahara

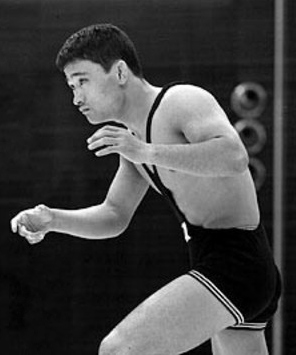
Tsutomu Hanahara (Januar 1964)

Tsutomu Hanahara (japanisch 花原 勉,  Hanahara Tsutomu; * 3. Januar 1940 in der Präfektur Yamaguchi; † 5. Februar 2024 in Suginami) war ein japanischer Ringer. Er war Olympiasieger 1964 in Tokio im griechisch-römischen Stil im Fliegengewicht.

## Werdegang
Hanahara begann als Jugendlicher an einer Oberschule mit dem Ringen. Anschließend besuchte er die Japanische Sportuniversität in Tokyo und studierte dort Sport. Während seines Studiums konnte er sich dort voll dem wettkampfmäßigen Ringen widmen.
Er konzentrierte sich auf den in Japan eher weniger verbreiteten griechisch-römischen Stil. 1961 wurde er erstmals japanischer Meister im Fliegengewicht und vertrat sein Land bei der Weltmeisterschaft in Yokohama. Er konnte dort zwar Mohammad Paziraye, einen sehr starken Ringer aus dem Iran besiegen, unterlag aber dem US-Amerikaner John Richard Wilson und dem Olympiasieger Dumitru Pârvulescu aus Rumänien und landete auf dem 6. Platz.
In den nächsten beiden Jahren konnte er sich in Japan gegen seine starken Konkurrenten Kōji Sakurama, Sadao Yamamoto und Masamitsu Ichiguchi nicht durchsetzen und kam bei den Weltmeisterschaften nicht zum Einsatz. Er wurde aber für die Asien-Spiele in Djakarta im Fliegengewicht nominiert. Er verlor dort das Finale gegen den Inder Malwa und belegte den 2. Platz.
Im Jahre 1964 fanden die Olympischen Spiele in Tokio statt. Tsutomu Hanahara setzte alles daran, sich für diese Spiele zu qualifizieren und schaffte dies auch. Er war dann beim olympischen Turnier in hervorragender Form und wurde mit sechs überzeugenden Siegen Olympiasieger im griechisch-römischen Stil im Fliegengewicht, wobei er in den Finalkämpfen Dumitru Pârvulescu und Angel Keresow aus Bulgarien besiegte.
In den Jahren 1965 und 1966 widmete er sich verstärkt seinem Studium und war bei den Weltmeisterschaften nicht vertreten. Im Jahre 1967 war er aber bei den Weltmeisterschaften in Bukarest wieder dabei. Hier startete er im Bantamgewicht. Er siegte dabei in drei Kämpfen, rang gegen János Varga aus Ungarn und Siavash Shafizadeh aus dem Iran unentschieden und unterlag dem Lokalmatador Ion Baciu nach Punkten, womit er den dritten Platz belegte.
1968 trat Tsutomu Hanahara zurück und war forthin als Trainer an der Japanischen Sportuniversität tätig.

## Erfolge bei internationalen Meisterschaften
(OS = Olympische Spiele, WM = Weltmeisterschaft, GR = griech.-röm. Stil, Fl = Fliegengewicht, Ba = Bantamgewicht, damals bis 52 kg bzw. 57 kg Körpergewicht)
- 1961, 6. Platz, WM in Yokohama, GR, Fl, mit einem Sieg über Mohammad Paziraye, Iran und Niederlagen gegen John Richard Wilson, USA und Dumitru Pârvulescu, Rumänien
- 1962, 2. Platz, Asien-Spiele in Djakarta, GR, Fl, hinter Malwa, Indien und vor Furmudtari, Indonesien und Hassan Mohammad, Pakistan
- 1964, Goldmedaille, OS in Tokio, GR, Fl, mit Siegen über Imre Alker, Ungarn, Armais Sajadow, UdSSR, Vassilios Ganotis, Griechenland, Maurice Mewis, Belgien, Angel Keresow, Bulgarien und Dumitru Pârvulescu
- 1967, 3. Platz, WM in Bukarest, GR, Ba, mit Siegen über Jan Neckar, Tschechoslowakei, Luis Manoel Grilo, Portugal und Risto Björlin, Finnland, Unentschieden gegen János Varga, Ungarn und Siavash Shafizadeh, Iran und einer Niederlage gegen Ion Baciu, Rumänien